# Kivioq
Kivioq är en motorseglare, som byggdes 1932–1933 på K. Andersens Skibsværft i  Frederikssund i Danmark som expeditionsfartyg för grönlandsforskaren Knud Rasmussen.
Kivioqs är en hajkutter. Hon är byggd i ek och var från början utvändigt förstärkt med koppar för gång i is. Hon är galeasriggat med en begränsat segelareal för stödsegling. Motorn var från början en tvåcylindrig 71 hk dansk tändkulemotor av märket Tuxham, numera är hon utrustad med en Detroit Diesel på 180 hk.
Kivioqs första seglats var Knud Rasmussens sjunde Thuleexpedition, som påbörjades den 22 juni 1933. Hon var ursprungligen inredd med sex kojer förut och mittskepps samt en akterhytt med två kojer. Efter Knud Rasmussens död i december 1933 köptes Kivioq av det danska Marineministetiet och användes först av Geodætisk Institut i Köpenhamn för undersökningar vid Grönland. Hon såldes 1976 till Grønlands Geologiske Undersøgelser.
År 1980 köptes hon av en privatperson i Nuuk på Grönland. Hon köptes av en vänförening 2011, varefter hon restaurerades, men i  
december 2022 förstördes hon i en brand.